# Erik Gustaf Geijer

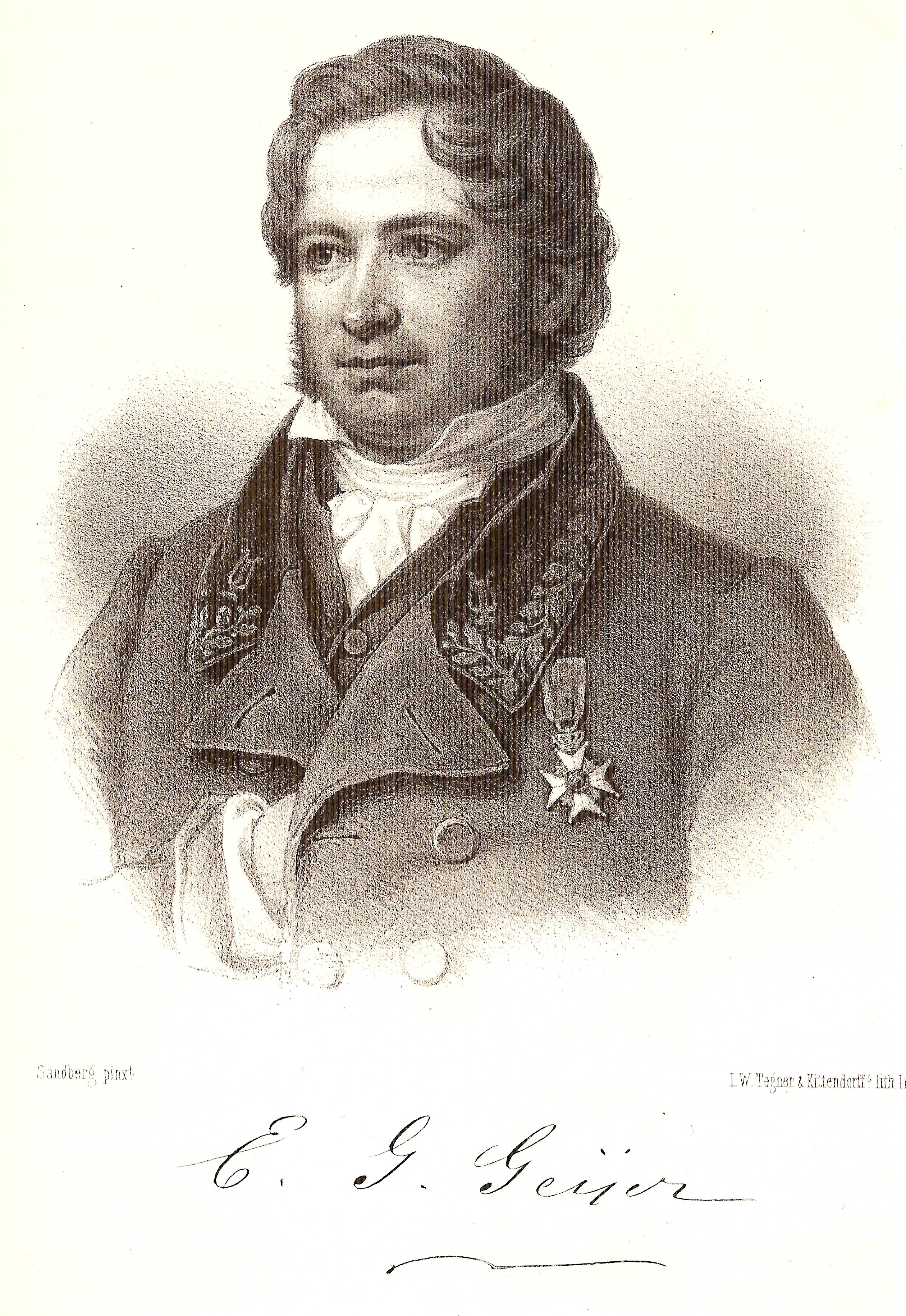
Erik Gustaf Geijer

Erik Gustaf Geijer (Ransäter, Värmland, 12 de janeiro de 1783 – Estocolmo, 23 de abril de 1847) foi um escritor, poeta, filósofo, historiador e compositor sueco, sócio fundador da Associação Gótica (Götiska förbundet) em 1811 e membro da Academia Sueca a partir de 1824.

Erik Gustaf Gejer foi um dos grandes ideólogos do romantismo literário na Suécia.
No campo da filosofia política, Erik Gustaf Geijer é considerado um dos grandes impulsionadores
do nacionalismo sueco, tendo evoluído de uma posição conservadora até acabar por ser um grande defensor do liberalismo a partir de 1838.

## Academia Sueca
Erik Gustaf Geijer ocupou a cadeira 14 da Academia Sueca, para a qual foi eleito em 1826.

## Academia Real das Ciências da Suécia
Erik Gustaf Geijer foi eleito membro número 444 da Academia Real das Ciências da Suécia em 1835.

## Algumas obras
Algumas obras emblemáticas de Erik Gustaf Geijer :

- Manhem (1811)
- Vikingen (1811)
- Odalbonden (1811)